# 阿見飛行場

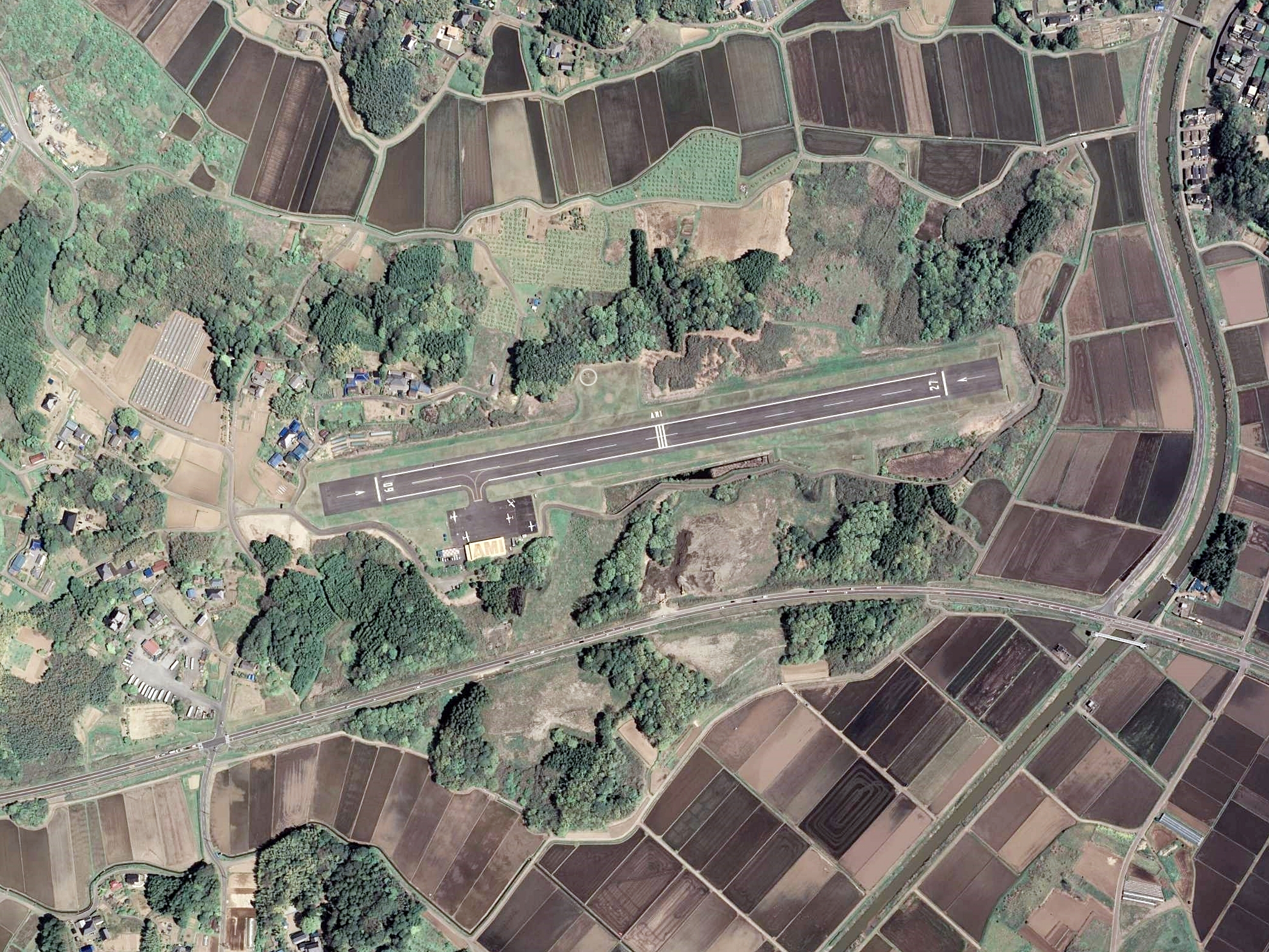
阿見飛行場付近の空中写真（2010年）

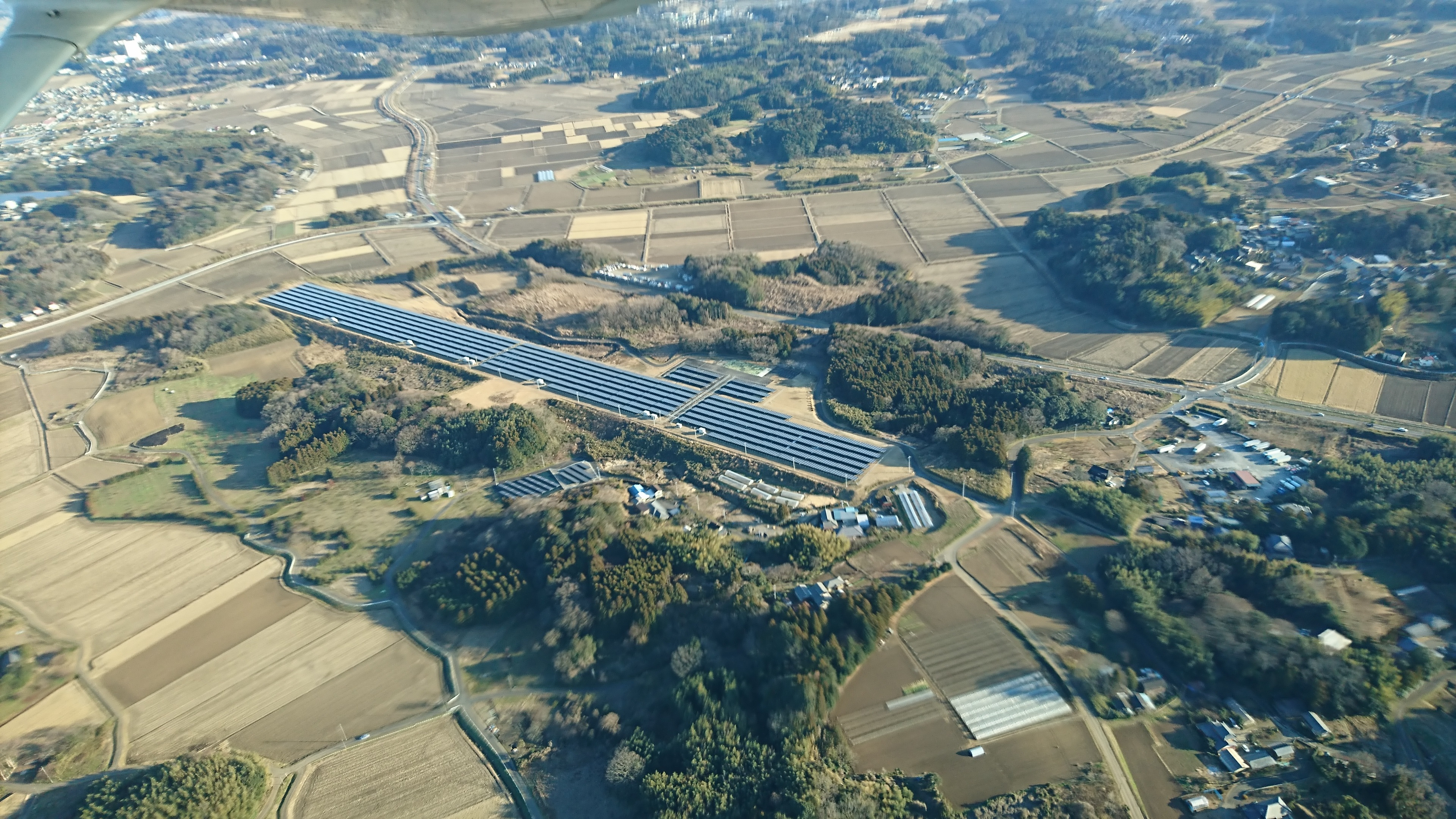
阿見飛行場跡地空撮（2018年）

阿見飛行場（あみひこうじょう）は、茨城県稲敷郡阿見町にかつて存在した非公共用飛行場。設置管理者は小学館不動産株式会社、運営はそのグループ企業である東京航空株式会社が行っていた。総面積は104,000m2。滑走路の長さは600m、幅員は25mであった。
2015年1月、国土交通省東京航空局に供用廃止の届け出が行われ、同年2月5日に供用廃止となった。
飛行場跡地では太陽光発電所の建設工事が2015年2月11日に開始され、同年秋に完成した。

## 沿革
- 1980年（昭和55年） 開港[2][1]。同年4月に完成し5月8日に竣工式を行った。東京湾岸道路の建設に伴い、東京航空が東雲飛行場より移転。当時の滑走路は着陸帯長750m、幅60m。非公共用H級。セスナ172を常駐させた[4]。
- 2015年（平成27年）2月5日　供用廃止。

## 利用航空会社・団体
- 東京航空[1]

かつては同社による遊覧飛行が行われていた。

## 周辺
- 国道125号
- 陸上自衛隊舟島射撃場
- 上条城址
- 霞ヶ浦
- 阿見町立舟島小学校
- 君原郵便局
- 追原公民館

## 交通アクセス
- バス
  - JRバス関東 島津バス停から徒歩20分

## 利用状況
- 東京航空による遊覧飛行[1]、航空写真[2]、広報飛行、操縦訓練
- 映画の撮影、自動車等のプロモーションビデオ撮影
- 緊急時の離着陸[2]